# آستغیک گئورگیان
آستغیک آرسنی گئورگیان (ارمنی: Աստղիկ Արսենի Գևորգյան؛  زادهٔ ۲۴ اکتبر ۱۹۳۲) نویسنده، روزنامه‌نگار و سیاستمدار اهل ارمنستان است که از تاریخ ۱۱ مارس ۲۰۰۹  تا کنون عضو شورای عمومی جمهوری ارمنستان است.

## زندگی‌نامه
وی در ۲۴ اکتبر ۱۹۳۲ در ایروان به دنیا آمد و بین سال‌های ۱۹۵۱ تا ۱۹۵۶ در دانشگاه دولتی ایروان تحصیل نموده است وی برنده جوایزی همچون نشان طلای شورای شهر ایروان (۲۰۱۲) شده است. وی از سال ۱۹۷۰ عضو اتحادیه روزنامه‌نگار ارمنستان می‌باشد. وی بین سال‌های ۱۹۵۶ تا ۱۹۷۰ در «روزنامه ارمنستان شوروی» فعالیت نموده است. 

## یادداشت
1. ↑  Հայաստանի Հանրապետության հանրային խորհրդի անդամներ